# Rue Saint-Nicolas (Nantes)
Pour les articles homonymes, voir rue Saint-Nicolas.
La rue Saint-Nicolas est une rue de Nantes, en France.

## Situation et accès
Située dans le centre-ville de Nantes, la  rue Saint-Nicolas est une artère piétonne, longue d'un peu plus de 30 m, relie la rue Basse-Casserie, au niveau de la place Fernand-Soil, à la place Félix-Fournier, et n'est donc pas ouverte à la circulation automobile. À la moitié de son tracé, elle rencontre la rue du Pré-Nian.

## Origine du nom
La rue fait référence à la basilique saint-Nicolas toute proche.

## Historique
Sous la Révolution, elle est dénommée « rue Le Puget ».
Dans les années 1830, la rue était deux fois plus longue qu'aujourd'hui et aboutissait Place Royale, intégrant dans son tracé la rue du Commandant-Boulay, après avoir emprunté le côté sud l'actuelle place Félix-Fournier. L'emplacement de cette place était alors occupé par un pâté de maisons qui était encadré par deux artères pentues que l'on gravissait à l'aide d'escaliers : la « Petite Échelle Saint-Nicolas » à l'ouest, et la « Grande Échelle Saint-Nicolas » à l'est qui permettait d'accéder l'ancienne église Saint-Nicolas. Ce n'est qu'en 1834 que ces habitations furent démolies pour dégager l'espace qui prit le nom de « place Saint-Nicolas », réduisant de ce fait la longueur initiale de la voie.